# I. e. 407
Évszázadok: i. e. 6. század – i. e. 5. század – i. e. 4. század
Évtizedek: i. e. 450-es évek – i. e. 440-es évek – i. e. 430-as évek – i. e. 420-as évek – i. e. 410-es évek – i. e. 400-as évek – i. e. 390-es évek – i. e. 380-as évek – i. e. 370-es évek – i. e. 360-as évek – i. e. 350-es évek
Évek: i. e. 412 – i. e. 411 – i. e. 410 – i. e. 409 –  i. e. 408 – i. e. 407 – i. e. 406 – i. e. 405 – i. e. 404 – i. e. 403 – i. e. 402

## Események

### Görögország
- A peloponnészoszi háborúban az athéniak Thraszübulosz vezetésével visszafoglalják Abderát és Thászoszt.
- Az athéni flotta élén Alkibiadész csatát kezdeményez a spártai Lüszandrosz ellen, de az behúzódik Epheszosz kikötőjébe. Alkibiadész néhány hajóval északra vonul, hogy segítsen Phókaia ostrománál. Helyettese, Antiokhosz megpróbálja kicsalogatni a spártaiakat, de akciója közben életét veszti, Lüszandrosz pedig a notioni csatában meglepi és szétszórja az athéni flottát.
- A vereség miatt ellenségei megfosztatják Alkibiadészt parancsnoki tisztségétől. Alkibiadész trákiai birtokára vonul vissza és gyakorlatilag nem vesz többé részt a háborúban.

### Itália
- A szicíliai Szürakuszai mérsékelt demokrata pártjának száműzött vezetője, Hermokratész erőszakkal próbál visszatérni a városállam élére, de a csatározásokban megölik.
- Rómában consuli jogkörű katonai tribunusok: Lucius Furius Medullinus, Numerius Fabius Vibulanus, Caius Valerius Potitus Volusus és Caius Servilius Ahala.

## Születések
- Szpeuszipposz, görög filozófus († 339 BC)

## Halálozások
- Hermokratész, szürakuszai politikus

## Fordítás
- Ez a szócikk részben vagy egészben  a(z)   407 BC című angol Wikipédia-szócikk ezen változatának fordításán alapul.  Az eredeti cikk szerkesztőit annak laptörténete sorolja fel. Ez a jelzés csupán a megfogalmazás eredetét és a szerzői jogokat jelzi, nem szolgál a cikkben szereplő információk forrásmegjelöléseként.